# Bäsksjön
Bäsksjön är en sjö i Vilhelmina kommun i Lappland och ingår i Ångermanälvens huvudavrinningsområde. Sjön är 2,3 meter djup, har en yta på 3,75 kvadratkilometer och är belägen 441 meter över havet. Sjön avvattnas av vattendraget Bäskån. Söder om sjön ligger by Bäsksjö och norr om den ligger Norra Bäsksjö.

## Delavrinningsområde
Bäsksjön ingår i det delavrinningsområde (718205-156147) som SMHI kallar för Utloppet av Bäsksjön. Medelhöjden är 471 meter över havet och ytan är 26,33 kvadratkilometer. Räknas de 10 avrinningsområdena uppströms in blir den ackumulerade arean 183,65 kvadratkilometer. Bäskån som avvattnar avrinningsområdet har biflödesordning 3, vilket innebär att vattnet flödar genom totalt 3 vattendrag innan det når havet efter 325 kilometer. Avrinningsområdet består mestadels av skog (51 procent) och sankmarker (27 procent). Avrinningsområdet har 3,74 kvadratkilometer vattenytor vilket ger det en sjöprocent på 14,2 procent.

## Kulturhistoria
Vid Bäsksjöns västra sida påträffades 1931 ett samiskt depåfynd , kallat Bäsksjöfyndet.